# میکتلان تکوتلی
میکتلان تکوتلی (تلفظ به ناهواتل: [miktɬa : ntek ʷ tɬi]، به معنای: «ارباب میکتلان»)، در اساطیر آزتک، خدای مرگ و پادشاه سرزمین میکتلان بود (چیکونااوه میکتلان). میکتلان، پایین‌ترین و در عین حال شمالی‌ترین بخش از دنیای زیرین به شمار می‌آمد.

## معرفی
او یکی از خدایان اصلی آزتک، و برجسته‌ترین خدا، در میان خدایان و خدای بانوان متعدد دنیای زیرین یا همان عالم مردگان محسوب می‌شد. (در این مورد همچنین نگاه کنید به چالمکتال). آیین‌های پرستش میکتلان تکوتلی گاهی اوقات با نوعی مراسم آدمخواری همراه می‌شد، که طی آن گوشت انسان، در داخل و اطراف معبد به مصرف می‌رسید.
دو مجسمه در اندازه طبیعی از میکتلان تکوتلی که از جنس خاک رس هستند، در محل‌های علامت گذاری شده‌ای از درب ورودی خانه ایگلز (عقابها)، که در شمال معبد بزرگ تنوچتیتلان واقع است، یافت شده‌اند.

## شرح

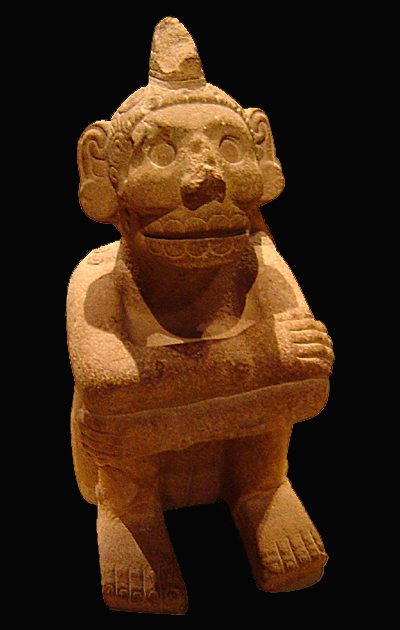
مجسمه میکتلان تکوتلی در بریتیش میوزیوم.

ایزدان ویژه‌ای در زیر زمین [یعنی در عالم مردگان یا دنیای زیرین] و در مکانی که آزتک‌ها آن را محل مردگان، یعنی میکتلان می‌پنداشتند، به سر می‌بردند. ایزد اولیهٔ مرگ و مردگان، میکتلان تکوتلی بود، که غالباً همسرش، میکتلان سیواتل او را همراهی می‌کرد. [در تصاویر] بدن این ایزد پوشیده از استخوان انسان است و نقابی به شکل جمجمه به صورت دارد. موهایش تابدار و سیاه و چشمانش همچون ستاره است؛ زیرا در سرزمین تاریکی مطلق زندگی می‌کند. از ویژگی‌های وی، گل‌های کاغذی است که از آن‌ها دو مخروط بیرون آمده و بر پیشانی و پشت گردن او جای دارد؛ همچنین پرچم تاشده و سفید رنگ و کاغذی سفید، به شکل حمایل که بر سینهٔ اوست. دستیاران وی، مردگان، خفاش، عنکبوت و جغد هستند.

## برخی نکات
در برخی روایات افسانه‌ای، به تعقیب شولوتل (بعنوان یکی از مظاهر کتسال کواتل) توسط میکتلان تکوتلی اشاره شده‌است:
خورشید شبانه نیز به مظاهر کتسال کواتل تعلق داشت و در واقع در مظهر خویش، به منزلهٔ شولوتل بود که از چنگ ایزد مردگان موسوم به میکتلان تکوتلی می‌گریزد تا از قربانی شدن جان به در برد. آن گاه وی به زیر زمین [احتمالاً مقصود همان دنیای زیرین است] رفت و بشر را خلق کرد.